# Anna Fleetwood-Derby
Anna Brita Elisabet Guladis Fleetwood-Derby, född den 26 juni 1846 i Stockholm, död den 11 januari 1927 i Uppsala, var en svensk textilkonstnär och författare.
Hon var dotter till hovjägmästaren Georg Fleetwood och Anna Karolina Wolffram och från 1884 gift med intendenten för Kensingtonmuseet i London Charles Henry Derby.
Fleetwood-Derby var direktör för Handarbetets vänner 1874–1884 och arbetade som textilkonstnär i anslutning till fornnordiska förebilder. Hon var även verksam som författare i tidningar och tidskrifter.
Anna Fleetwood-Derby är begravd på Solna kyrkogård.